# جاك موراي (مونتير)
جاك موراي (بالإنجليزية: Jack Murray)‏ هو مونتير أمريكي، ولد في 31 مايو 1900 في جورجيا في الولايات المتحدة، وتوفي في 7 فبراير 1961 في لوس أنجلوس في الولايات المتحدة.

## وصلات خارجية
- جاك موراي على موقع IMDb (الإنجليزية)
- جاك موراي على موقع ألو سيني (الفرنسية)
- جاك موراي على موقع أول موفي (الإنجليزية)
- جاك موراي على موقع قاعدة بيانات الأفلام السويدية (السويدية)
- جاك موراي على موقع قاعدة بيانات الفيلم (الإنجليزية)
- جاك موراي على موقع كينوبويسك (الروسية)